# Фестиваль Гарфилда
«Фестиваль Гарфилда» (англ. Garfield's Fun Fest ) — мультипликационная комедия 2008 года режиссёра Марка А. З. Диппе. В большинстве стран фильм выпускался только на DVD-дисках, но на экраны кинотеатров вышел в Южной Корее и Бразилии. Является сиквелом к фильму «Настоящий Гарфилд». Мультфильм снимался при помощи CGI-анимации.

## Сюжет
В мире комиксов близится большой праздник — Большой Фестиваль Веселья, на котором должен будет определиться самый весёлый и смешной герой комиксов. Традиционно Гарфилд хочет в очередной раз выиграть его, но ему мешает новый и опасный (для Гарфилда) соперник — некий Рэймон. Наличие серьёзных конкурентов не слишком способствует Гарфилду, а после того, как наступает угроза потерять свою любовь (Арлин), кот начинает искать новые шутки. Он вместе с Одди отправляется к лягушке Фредди, живущей около Волшебных прудов, чтобы тот научил его шутить по-новому. Преодолев множество препятствий, он достигает Волшебных прудов, после чего начинает тренироваться в искусстве юмора. После тренировок он возвращается в город к фестивалю, чтобы успешно конкурировать с Рэймоном, который в конце фильма оказывается Нермалом.

## Роли озвучивали
| Актёр             | Роль           |
| ----------------- | -------------- |
| Френк Уэлкер      | Гарфилд        |
| Уолли Вингерт     | Джон Арбакл    |
| Тим Конвей        | Фредди лягушка |
| Грегг Бергер      | Одди           |
| Аудри Василевски  | Арлин/Зельда   |
| Грегг Иглз        | Эйл            |
| Дженнифер Дарлинг | Бонита/Бетти   |